# Pivotal Point
Le Pivotal Point est un gratte-ciel de 124 mètres de hauteur construit dans la ville de Gold Coast dans l'état du Queensland en Australie de 2003 à 2004.
Il abrite des logements sur 40 étages.
Sa réalisation a coûté 90 millions de $.
L'architecte est l'agence Dale Cohen Architects 